# Michał Kaukus
Michał Kałkuć (Kałkus) (ur. 24 września 1898 w Luborzycy, zm. 3 września 1920 w Czerkasach) – żołnierz Wojska Polskiego w II Rzeczypospolitej, kawaler Orderu Virtuti Militari.

## Życiorys
Urodził się w rodzinie Jana i Marianny z Brożków. Absolwent szkoły powszechnej. Początkowo pracował w gospodarstwie ojca, a w 1919 ochotniczo wstąpił do odrodzonego Wojska Polskiego i otrzymał przydział do 4 szwadronu 1 pułku Ułanów Krechowieckich. W jego składzie walczył na frontach wojny polsko-ukraińskiej i polsko-bolszewickiej. W sierpniu 1920 w walce pod wsią Dzibułki, gdzie pełnił funkcję ordynansa: swoją pełną poświęcenia postawą przyczynił się do sprawnej współpracy szwadronu z pozostałymi pododdziałami. Zginął pod Czerkasami pochowany na miejscowym cmentarzu. Za działania na polu walki odznaczony został pośmiertnie Krzyżem Srebrnym Orderu Virtuti Militari.

## Ordery i odznaczenia
- Krzyż Srebrny Orderu Virtuti Militari nr 8040[7]